# Spicule (nématodes)
Pour les articles homonymes, voir Spicule.
Chez les nématodes, les spicules, ou spicules copulateurs, sont des structures en forme d'aiguille présentes seulement chez les mâles,,.
Selon les groupes, il peut exister un ou deux spicules : par exemple, un seul chez les Trichocephalida. Les spicules servent à ouvrir la vulve de la femelle pendant la copulation et facilitent le transfert du sperme. Toutefois, le sperme n'est pas transporté directement par ou au travers des spicules. Le gubernaculum est un organe, souvent en forme de gouttière, qui guide les spicules pendant la copulation.